# José Penalva
Padre José de Almeida Penalva (Campinas, 15 de maio de 1924 - Curitiba, 20 de outubro de 2002) foi um sacerdote, compositor, professor, musicólogo, regente e escritor brasileiro.
Formado em Teologia pela Pontifícia Universidade Católica de São Paulo em 1956, e Doutorado pelo Pontifícia Universidade Gregoriana de Roma em 1958, foi um dos mais importantes compositores brasileiros da segunda metade do século XX. Destacou-se por compor música contemporânea de vanguarda, explorando tanto as linguagens sacra e secular quanto as antigas e novas.
Dentro de um discurso que o próprio Penalva classificava como pós-vanguardista, faz uma releitura das formas e das linguagens do passado aplicando técnicas de vanguarda e pós-vanguarda de maneira livre e individual. Sua obra demonstra de um lado um compositor preocupado com o aspecto reflexivo e filosófico da criação; de outro, um músico de humor refinado e de profunda humanidade.
Foi membro da Academia Brasileira de Música. 
Também foi professor da PUC-PR e da Escola de Música e Belas Artes do Paraná.

## Produção
Na sua produção, que abrange desde a música de câmara, peças solísticas para teclados até obras orquestrais e corais, Penalva utilizou os mais diversos idiomas, desde a música tonal orgânica e inorgânica até a música dodecafônica, atonal, tonal/modal livre e matéria, que combina a elementos da música brasileira e de épocas passadas como o canto gregoriano, a polifonia renascentista, o romantismo de Brahms e a música de Scriabin, Schönberg e Webern. Sua produção mais recente integra, ainda, elementos da música de Ligeti, Penderecki e, principalmente, o ecletismo de Schnittke.
Foi fundador da Sociedade Pró-Música de Curitiba e do Coro da Sociedade Pró-Música, que mais tarde se tornou o Madrigal Vocale, grupo vocal a capella curitibano que regeu até o final da vida. Além disso, José Penalva era pesquisador da música de Carlos Gomes e deixou livro sobre a obra desse compositor.      

## Obra

### Discografia
- Saudade - canção para soprano e piano (1953) - registrada por Marília Vargas (soprano) e Ben Hur Cionek (piano) no CD "Todo amor desta terra" (Curitiba, 2009). [3]
- José Penalva: Ponteio para Piano (1990) - registrada por Henriqueta Duarte (piano); Versão Mutilada (1979) - registrada por Eládio Pérez Gonzalez (barítono) e Berenice Menegalli (piano); Sonata nº 1 (1970) - registrada por Salete Chiamulera (piano); Sonata nº 2 (1960) - registrada por Maria Leonor Melo de Macedo (piano); Sonata nº 3  (1991) - registrada por Fúlvia Escobar (piano); Salmo 90 (1973) - registrada por Neide Carvalho, Maria Penalva, Bruno Lazarini e Amin Feres (solistas) e Orquestra de Câmara e Coro Pró-Música sob regência de Roberto Schnorrenberg; Variações (1988-1991) - registrada por Brigite Rauscher (órgão); Per Archi (1972) - registrada pelo Quarteto Nuova Musica; Ponteio - registrada pela Orquestra de Câmara da Cidade de Curitiba sob regência de Lutero Rodrigues [4].